# داروی مسدودکننده عصبی-عضلانی

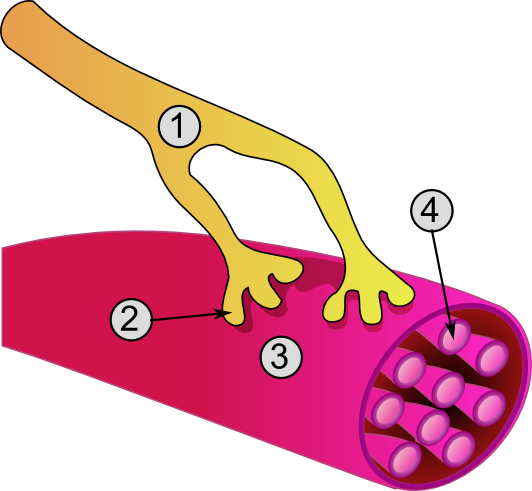
نمای شماتیک یک اتصال عصبی-عضلانی: ۱. آکسون ۲. تماس عصبی-ماهیچه‌ای ۳. فیبر عضلانی ۴. میوفیبریل

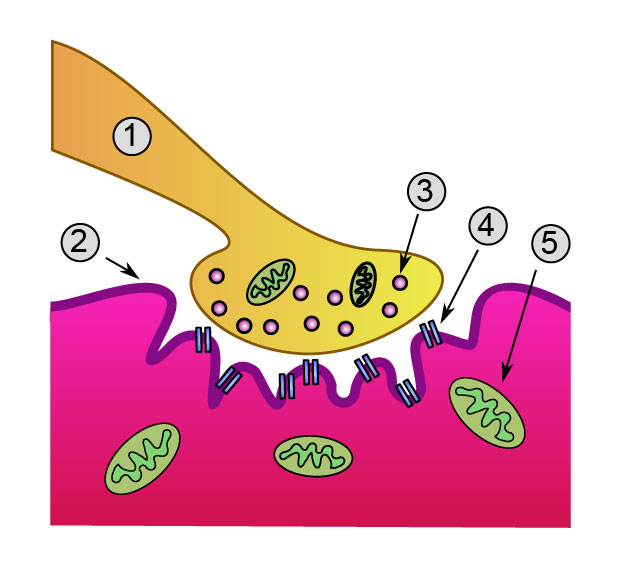
نمای یک اتصال عصبی-عضلانی: ۱. پایانهٔ پیش‌سیناپسی ۲. سارکولما ۳. وزیکول سیناپسی ۴. گیرندهٔ نیکوتینی استیل‌کولین ۵. میتوکندری

داروهای مسدودکنندهٔ عصبی-عضلانی (به انگلیسی: Neuromuscular blocking drugs) انتقال عصبی-عضلانی را در محل اتصال عصبی عضلانی مسدود می‌کنند، که باعث فلج در عضلات اسکلتی مربوط به آن ناحیه می‌شود. این فرایند از طریق تأثیر آن‌ها بر روی گیرنده‌های استیل‌کولین پس‌سیناپسی (Nm) انجام می‌شود.
در استفادهٔ بالینی، مسدود شدن عصبی-عضلانی به‌عنوان یک ضرورت در بیهوشی برای ایجاد فلج، اولاً برای فلج کردن تارهای صوتی و فراهم شدن لوله‌گذاری نای و ثانیاً برای بهینه‌سازی جراحی با مهار تنفس خودبه‌خودی و القای شل شدن عضلات اسکلتی استفاده می‌شود. از آن‌جایی که دوز مناسب داروی مسدودکنندهٔ عصبی-عضلانی ممکن است عضلات مورد نیاز برای تنفس (یعنی دیافراگم) را فلج کند، تنفس مکانیکی باید برای حفظ تنفس کافی، فراهم باشد.
بیماران حتی پس از بلاک عصبی کامل همچنان درد را حس می‌کنند. از این رو، داروهای بیهوشی عمومی و/یا مسکن‌ها نیز باید برای جلوگیری از آگاهی از بیهوشی تجویز شوند.

## طبقه‌بندی
این داروها به روش‌های مختلفی طبقه‌بندی می‌شوند.

### بر پایهٔ ساختار شیمیایی
طبقه‌بندی این داروها بر پایهٔ ساختار شیمیایی آن‌ها رایج و به این شرح است:
- استیل‌کولین، سوگزامتونیوم و دکامتونیم
- آمینواستروئیدها

پانکورونیوم، وکرونیوم، روکورونیم، راپاکورونیم، داکورونیوم، مالوئتین، دوادور، دی‌پیراندیم، پیپکورونیم، چاندونیوم (HS - 310)، HS-342 و سایر ترکیبات HS- عوامل آمینواستروئیدی هستند. آن‌ها پایهٔ ساختاری استروئیدی مشترک دارند.
- مشتقات تتراهیدروایزوکینولین

ترکیبات مبتنی بر بخش تترا هیدرو ایزو کوئینولین مانند آتراکوریوم، میواکوریوم و دوکساکوریوم در این دسته قرار می‌گیرند.
- گالامین و سایر کلاس‌های شیمیایی
- عوامل جدید NMB[۲]

### بر پایهٔ نوع عملکرد
این داروها بر پایهٔ نوع عملکرد خود به دو گروه تقسیم می‌شوند:
- عوامل مسدودکنندهٔ غیردپلاریزان: این عوامل اکثر مسدودکننده‌های عصبی-عضلانی را تشکیل می‌دهند. آن‌ها با مسدود کردن رقابتی اتصال ACh به گیرنده‌های آن عمل می‌کنند و در برخی موارد، مستقیماً فعالیت یونوتروپیک گیرنده‌های ACh را مسدود می‌کنند.[۳]
- عوامل مسدودکنندهٔ دپلاریزان: این عوامل با دپلاریزاسیون سارکولمای فیبرهای ماهیچه‌های اسکلتی عمل می‌کنند. این دپلاریزاسیون مداوم، فیبر عضلانی را در برابر تحریک بیشتر توسط ACh مقاوم می‌کند.

#### عوامل مسدودکنندهٔ غیردپلاریزان
یک عامل غیردپلاریزان عصبی-عضلانی نوعی مسدودکنندهٔ عصبی-عضلانی است که تماس عصبی-ماهیچه‌ای را دپلاریزه نمی‌کند.
شل‌کننده‌های عضلانی آمونیوم چهارتایی به این دسته تعلق دارند. شل‌کننده‌های عضلانی آمونیوم چهارتایی نمک‌های آمونیوم چهارتایی هستند که به‌عنوان داروهای آرام‌سازی عضلانی، بیشتر در بیهوشی استفاده می‌شوند. جلوگیری از حرکت خودبه‌خودی عضله در حین عمل جراحی ضروری است. شل‌کننده‌های عضلانی با مسدود کردن گیرندهٔ نیکوتین استیل‌کولین از انتقال پیام توسط نورون به عضله جلوگیری می‌کنند. وجه اشتراک آن‌ها حضور گروه‌های آمونیوم چهارتایی در آن‌ها است.
در زیر برخی از عوامل رایج‌تر که به‌عنوان آنتاگونیست رقابتی علیه استیل‌کولین در محل گیرنده‌های استیل‌کولین پس‌سیناپسی عمل می‌کنند آورده شده‌است.
توبوکورارین، که در کورار گیاهی از آمریکای جنوبی یافت می‌شود، شروعی کند (بیش از ۵ دقیقه) و مدت اثر طولانی (۳۰ دقیقه) دارد. عوارض جانبی شامل افت فشار خون است که تا حدی با اثر افزایش ترشح هیستامین، رگ‌گشادگی، و همچنین اثر آن در مسدود کردن گانگلیون‌های خودمختار، توضیح داده می‌شود. این دارو از طریق ادرار دفع می‌شود.
این دارو باید حدود ۷۰ تا ۸۰ درصد از گیرنده‌های ACh را مسدود کند تا هدایت عصبی-عضلانی از کار بیفتد.
| عامل                          | زمان شروع اثرگذاری (ثانیه) | مدت پایداری اثر(دقیقه) | اثرات جانبی | کابرد بالینی                                                | نگهداری      |
| راپاکورونیوم برماید (راپلون)  |                            |                        | برونکواسپاسم | به‌دلیل خطر اسپاسم برونش کنار گذاشته شده‌است                  |              |
| میواکوریوم کلراید (Mivacron)  | ۹۰                         | ۱۲–۱۸                  | - افت فشار خون (گذرا)، با آزادسازی هیستامین                                                                                             | دیگر به دلیل بازاریابی، تولید و نگرانی‌های مالی تولید نمی‌شود | داخل یخچالی  |
| آتراکوریوم (Tracrium)         | ۹۰                         | ۳۰ دقیقه یا کمتر       | - افت فشار خون، گذرا، با آزاد شدن هیستامین - متابولیت سمی به نام لودانوزین، تجمع بیشتر در افراد مبتلا به نارسایی کلیوی                  | به‌طور گسترده                                                | داخل یخچالی  |
| دوکساکوریوم کلراید (نوروماکس) |                            | طولانی                 | - افت فشار خون، گذرا، با آزاد شدن هیستامین - متابولیت مضر به‌نام لودانوزین (کاهش آستانهٔ تشنج)؛ تجمع بیشتر در افراد مبتلا به نارسایی کلیه |                                                             |              |
| سیس آتراکوریوم (Nimbex)       | ۹۰                         | ۶۰–۸۰                  | باعث آزاد شدن هیستامین نمی‌شود. |                                                             | داخل یخچالی  |
| وکرونیوم (نورکورون)           | ۶۰                         | ۳۰–۴۰                  | در تعداد کمی از موارد، ممکن است باعث فلج طولانی‌مدت شوند و بلاک موسکارینی را تقویت کنند.                                                 | به‌طور گسترده                                                | بیرون یخچالی |
| روکورونیوم برماید (زمورون)    | ۷۵                         | ۴۵–۷۰                  | ممکن است بلاک موسکارینی را القا کند. |                                                             | بیرون یخچالی |
| پانکورونیوم (پاولون)          | ۹۰                         | ۱۸۰ یا بیشتر           | - تاکی‌کاردی (خفیف) (بدون افت فشار خون)                                                                                                  | به‌طور گسترده                                                | بیرون یخچالی |
| توبوکورارین کلراید (جکسین)    | ۳۰۰ یا بیشتر               | ۶۰–۱۲۰                 | - افت فشار خون (توسط بلوک گانگلیونی و آزادسازی هیستامین) - تنگی نایژه (با ترشح هیستامین)                                                | به ندرت                                                     |              |
| گالامین (Flaxedil)            | ۳۰۰ یا بیشتر               | ۶۰–۱۲۰                 | - تاکی‌کاردی |                                                             | بیرون یخچالی |
| پیپکورونیوم برماید            | ۹۰                         | ۱۸۰ یا بیشتر           | - تاکی‌کاردی (خفیف) (بدون افت فشار خون)                                                                                                  |                                                             | بیرون یخچالی |

#### عوامل مسدودکنندهٔ دپلاریزان
یک عامل مسدودکنندهٔ عصبی-عضلانی دپلاریزان، نوعی مسدودکنندهٔ عصبی-عضلانی است که تماس عصبی-ماهیچه‌ای را دپلاریزه می‌کند. سوکسینیل کولین از این دسته است.

## اثرات جانبی
از آن‌جایی که این داروها ممکن است باعث فلج دیافراگم شوند، تنفس مکانیکی باید برای انجام تنفس بیمار، فراهم باشد.
علاوه بر این، این داروها ممکن است اثرات قلبی-عروقی از خود نشان دهند، زیرا آن‌ها به‌طور کامل برای گیرنده‌های نیکوتین انتخابی نیستند و از این رو ممکن است بر گیرنده‌های موسکارینی تأثیر بگذارند. همچنین، مسدودکننده‌های عصبی-عضلانی ممکن است ترشح هیستامین را تسهیل کنند، که باعث افت فشار خون، گرگرفتگی و تاکی‌کاردی می‌شود.
سوکسینیل‌کولین نیز ممکن است در مواردی نادر در بیماران مستعد، باعث ایجاد هایپرترمی بدخیم شود.
در دپولاریزاسیون عضلانی، سوکسامتونیوم ممکن است باعث آزادسازی گذرای مقادیر زیادی پتاسیم از فیبرهای عضلانی شود. این اتفاق، بیمار را در معرض خطر عوارض تهدیدکننده و مرگبار مانند هایپرکالمی و آریتمی قلبی قرار می‌دهد.
برخی از داروها مانند آنتی‌بیوتیک‌های آمینوگلیکوزیدی، پلی میکسین و برخی فلوروکینولون‌ها نیز به‌عنوان اثرات جانبی، دارای اثر مسدودکنندهٔ عصبی-عضلانی هستند.